# Laia Sanz
Laia Sanz Pla-Giribert  (Corbera de Llobregat, 11 december 1985), bekend als Laia Sanz, is een Spaanse sportvrouw. Zij is dertien keer wereldkampioen trial bij de vrouwen, en tien keer wereldkampioen indoor. Daarnaast is zij lid van het Spaanse vrouwenteam in de Trial des Nations, waarmee ze vijf keer dat evenement won (2000, 2002, 2008, 2010, 2011).
In 2010 nam zij voor de eerste keer deel aan het Women's Enduro World Championship. In 2011 deed ze voor het eerst mee aan de Dakar Rally, waarbij ze de vrouwencompetitie voor motorfietsen won, en in het algemeen klassement op de 39e plaats eindigde - een prestatie die ze een jaar later evenaarde.

## Biografie
Haar eerste aanraking met een motorfiets was als tweejarige op de tank van haar vader's motor, en toen ze vier was begon ze stiekem op haar broers motor te rijden. Haar oudere broer Joan, tevens motorenthousiast, bezat een Montesa Cota 25 cc.
In 1992 nam ze op aansporing van haar moeder als zevenjarig deel aan een race in het Catalaanse kampioenschap voor junioren, dat in haar dorp werd gereden. Ze eindigde als achtste en laatste, maar ze had wel de smaak te pakken. Het volgende jaar schreef ze zich in voor het seizoen van dat kampioenschap, en zo sloot zij zich aan bij een door mannen gedomineerde sport, die nog nooit een vrouwelijke kampioen had voortgebracht.
In 1997 won Sanz haar eerste rit in een mannencompetitie, op een 80 cc motorfiets. Ze nam ook voor het eerst deel aan een internationale trial competitie voor vrouwen. In '98 deed ze mee aan de eerste editie van het onofficiële Europees kampioenschap voor vrouwen, die ze prompt won. Ze was nog maar twaalf en streed tegen veel oudere en ervarener rijders, maar trok de aandacht van de fans en van de professionele teams. Op basis daarvan begon ze een professionele carrière te overwegen en dat jaar nam ze als enige vrouw deel aan het Spaans trialkampioenschap.
In 2000 won Sanz de Spanish Cadet Championship, wederom als enige vrouwelijke rijder. Dit is de titel waar zij naar eigen zeggen het meest trots op is. Dat jaar werd ook voor het eerst de officiële Europees kampioenschap voor vrouwen verreden, en het wereldkampioenschap voor vrouwen. Ze nam aan beide deel, werd wereldkampioen en eindigde als tweede in het Europees kampioenschap. Daarnaast won zij met het Spaanse team de vrouweneditie van de eerste Trial Des Nations.
Vanaf dat moment heeft zij vele titels behaald, waaronder een zevenvoudig wereldkampioenschap voor vrouwen, en presteert tevens verdienstelijk in de mannencompetitie.
Ze reed op Beta, maar stapte in 2004 over naar het officiële Montesa team. Met beide merken behaalde ze wereld-, Europese en Spaanse titels. In haar team bij Montesa waren ook wereldkampioen Toni Bou en Takahisa Fujinami tot 2011. Sinds 2012 rijdt ze voor Gas Gas.